# Rafael Iglesias
Argentino Rafael Iglesias (25. maj 1924 – 1. januar 1999) var en argentinsk bokser som deltog i bokseturneringen ved Sommer-OL 1948 i London.
Iglesias blev en olympisk mester i boksning under OL 1948 i London, hvor han vandt guld i sværvægtsklassen. I finalen besejrede han svenske Gunnar Nilsson.
I 1954 blev han professionel, men han blev i sin debutkamp slået ud af af amerikaneren Bob Dunlap, og han opgav herefter karrieren.